# Flavien Termet
Flavien Termet (Lorient, Francia, 29 de enero de 2002) es un político francés miembro de Agrupación Nacional. Fue elegido diputado de la Asamblea Nacional por la 1ª circunscripción de Ardenas en 2024. Fue el diputado más joven del Parlamento francés tras las elecciones francesas de 2024. El 30 de septiembre de 2024, Termet anunció su dimisión por «motivos personales y médicos».

## Posiciones políticas
Vinculado por primera vez a Les Républicains a los 17 años, Termet se afilió a Agrupación Nacional tres años más tarde, justificando esta elección por el deseo de defender más firmemente el legado de Charles de Gaulle. En una entrevista declaró que se comprometía a apoyar medidas a favor del poder adquisitivo en la Asamblea Nacional.

## Carrera política
Siguiendo la tradición, Termet, al ser el miembro más joven, actuó como secretario en la primera sesión. Mientras los diputados votaban para elegir al presidente de la Asamblea Nacional, varios diputados de izquierdas se negaron a estrechar la mano de Termet, posiblemente debido a sus posiciones de extrema derecha. Entre ellos, François Piquemal, se enzarzó con él en un juego simulado de piedra, papel o tijera.El 30 de septiembre de 2024, Termet anunció su dimisión por «motivos personales y médicos».